# Francisco Pérez-Dolz
Francisco Pérez-Dolz (Madrid, 20 de setembre de 1922 - Barcelona, 9 d'abril de 2017) fou un cineasta català d'origen madrileny. La seva pel·lícula més emblemàtica fou A tiro limpio, la seva òpera prima, que es convertí en un clàssic del cinema policíac.

## Biografia
Pérez-Dolz va néixer a Madrid el 20 de setembre de l'any 1922, fill de pare professor de belles arts i catedràtic d'Art i Oficis i mare mestra i pedagoga. Amb cinc anys es va traslladar amb la seva família a Barcelona. Des de ben petit els seus pares el van educar posant-lo en contacte amb les diferents expressions d'art, utilitzant el cinema com a eina pedagògica. Va ser, doncs, durant la seva infància quan va tenir el primer contacte amb el cinema, més concretament, amb la fotografia de la mà d'un amic del seu pare, el fotògraf professional i professor de l'Escola d'Arts i Oficis Antoni Ollé.
Després de la guerra civil va començar a assistir a tertulies sobre cinema a Atenea Films i a llegir llibres sobre cinematografia. La primera oportunitat professional al món del cinema la va tenir l'any 1941 de la mà del propietari d'Atenea, Miguel Iglesias Bonns, qui va comptar amb ell com a meritori per a la seva producció Música, muchachos (1941).A partir d'aquest moment i fins als anys 60 va treballar com a secretari de direcció, ajudant de direcció i en tasques de producció en incontables pel·lícules aportant part de la seva experiència i convertint-se en un dels professionals més valorats de la indústria cinematogràfica.
L'any 1963 va arribar la seva oportunitat de dirigir la seva primera pel·lícula, A tiro limpio (1963), que als anys 80 es va començar a considerar en un clàssic del cinema policíac. Paral·lelament va dirigir El mujeriego (1963) amb l'actor Cassen i, més tard, va dirigir la seva última pel·lícula, Gedeón i Sansón (1965). També va participar en la direcció de moltes pel·lícules de l'època. El 1956 va fer un curt didàctic sobre el setè art, Lecciones de cinematografía. A partir de l'any 1966 va començar a treballar com a productor de films industrials i cinema publicitari.
El cineasta també va exercir de mestre a l'Escola Superior de Cinema i Audiovisuals de Catalunya (ESCAC), de la qual va ser un dels artífex, entre el 1988 i el 1996, on va poder oferir la seva experiència a les noves generacions.
El 2007 Ángel Quintana, Ferran Alberich i Esteve Riambau van recollir la biografia de Pérez-Dolz en el llibre El camí de l'ofici, publicat per Pòrtic juntament amb la Filmoteca de Catalunya.
Finalment, tres anys abans de la seva mort, el 2014 va ser nomenat membre d'honor de l'Acadèmia del Cinema Català.

## Filmografia principal
Francisco Pérez-Dolz ha participat en més de 20 pel·lícules al llarg de la seva carrera. Com a guionista i director ha treballat als següents films:
- 1957: Las manos sucias - guionista
- 1959: Un mundo para mí - guionista
- 1964: El mujeriego - guionista i director
- 1964: A tiro limpio - guionista i director
- 1965: Gedeón y Sansón - director
- 1968: El Baldiri de la costa - guionista
- 1996: A tiro limpio - guionista
- 2014: Paco Pérez-Dolz: un cineasta A tiro limpio (documental) - guionista i director